# 塞亞德·舍霍維奇
塞亞德·舍霍維奇（1989年8月22日—），黑山籃球運動員。他現在效力於馬其頓球隊MZT Skopje。他也代表黑山國家男子籃球隊參賽。他的哥哥蘇阿德·舍霍維奇也是一位籃球運動員。